# Bad Luck Blackie
Bad Luck Blackie és un curtmetratge d'animació dirigit per Tex Avery, produït per Fred Quimby i estrenat el 22 de gener de 1949 per Metro-Goldwyn-Mayer. L'animació va estar a càrrec de Preston Blair, Walt Clinton, Louie Schmitt i Grant Simmons.
El 1994 va aparèixer en la posició número 15 de la llista 50 Greatest Cartoons, basada en els vots d'aproximadament 1.000 personalitats de la indústria de l'animació.

## Argument
El curtmetratge relata la història d'un petit gat blanc que és turmentat per un gos buldog. Cansat d'aquesta situació, contracta els serveis de Blackie, un gat negre que, segons la seva targeta de presentació, pertany a una companyia de mala sort. Blackie li lliura al gat un xiulet, perquè el cride quan estiga en problemes.
Quan apareix novament el buldog, el gat blanc toca el xiulet i Blackie passa davant el gos. Segons després cau un suport per a testos sobre aquest. L'acció es repeteix al llarg de tot el curtmetratge, el gat toca el xiulet, apareix Blackie i un objecte (que van augmentant de mida) cau sobre el gos. Després de rebre cops de masseters, pianos, baguls, i fins i tot cavalls, el buldog li treu el xiulet al gat blanc.
Encara que intenta desfer-se de Blackie, el gat surt il·lès de les trampes que el buldog li posa. Després d'això, el gos pinta Blackie de blanc, perquè d'aquesta manera, l'efecte de la mala sort no funcioni. Quan Blackie és finalment capturat, el petit gat es pinta de negre i passa davant el gos. De la mateixa manera en la qual la pintura va afectar Blackie, el petit gat ara generava mala sort. Després de rebre el cop d'una enclusa, el gos s'empassa el xiulet, i és perseguit per una gran quantitat d'objectes.